# Raoul de Fraiteur
Pour les articles homonymes, voir Fraiteur.
Raoul de Fraiteur, né à Leernes (dans l'arrondissement de Charleroi) le 13 novembre 1895 et mort à Felenne (village dans l'entité de Beauraing) le 9 décembre 1984, est un général et ministre belge de la Défense nationale.

## Biographie
Raoul de Fraiteur est le fils de Gaspard Defraiteur, commis au service de la traction, et de Anna Cauderlier. Le 3 avril 1923, il se marie avec Suzanne Micha.   
En 1913, il s'engage à 18 ans comme volontaire dans l'armée belge au 9e régiment de Ligne.  

### Première Guerre mondiale
Il participe à la Première Guerre mondiale et passe en 1915 au 4e régiment de Chasseurs à pied. En 1917, il est nommé sous-lieutenant. Il se signale par sa bravoure et ses qualités exceptionnelles au combat. Le 11 mai 1918, il accomplit une mission de reconnaissance sur la crête des Flandres en avant des lignes belges où il est grièvement blessé par balle à la poitrine. Pour cette action d'éclat, il est fait chevalier de l'ordre de la Couronne avec palme le 30 mai 1918.

### Entre-deux-guerres
Dans l'entre-deux-guerres, il reste dans l'armée et suit les cours de l'École militaire en 1922, section infanterie-cavalerie, d'où il sort major de promotion. Il est également diplômé de l'École de guerre en 1925 d'où il sort breveté d'état-major. Il obtiendra enfin une licence en science politique et sociale de l'Université Libre de Bruxelles. De juin 1933 à août 1936, il est professeur d'histoire militaire à l'École de guerre.

### Seconde Guerre mondiale
Le 14 janvier 1940, il est major au Grand-Quartier Général (GQG) section des opérations. C'est lui qui, en grande partie, dirige les opérations de la bataille de la Lys. À la suite de la capitulation belge, il est fait prisonnier le 28 mai 1940. Relâché par les allemands, il entre dans la Résistance. Le 5 mai 1942, il s'évade de Belgique via la France et l'Espagne. Il est arrêté par les Espagnols à la frontière portugaise et est incarcéré au camp de Miranda pendant trois mois avant de connaître six semaines d'internement à Madrid. Libéré, il rejoint l'Angleterre le 24 décembre 1942. Le Premier ministre et ministre de la Défense nationale Hubert Pierlot le charge de préparer l'organisation des unités belges en territoire libéré. Il est promu lieutenant-colonel en 1944. Le 9 septembre 19444, il retourne en Belgique et est affecté au cabinet du ministre de la Défense nationale puis à l'État-major général. En collaboration avec le Commandement allié en Belgique, sa nouvelle mission est de créer des bataillons d'infanterie légère (ou bataillons de fusiliers) chargés de la protection des lignes de communication des armées alliées. Au 8 mai 1945, ces bataillons regroupent 71.000 volontaires belges ayant rendu de précieux services aux alliés. Il s'attelle également à l'imposante tâche de reconstitution des forces armées belges. À la brigade Piron, s'ajouteront ainsi cinq nouvelles brigades équipées de matériel britannique de janvier à juin 1945.

### Après guerre
En mars 1946, il est désigné ministre de la Défense nationale dans le gouvernement Spaak II et reste ministre de la Défense nationale sous cinq gouvernements successifs. Il œuvre à la reconstitution de l'armée belge sur des bases solides. Sa présence au gouvernement est également marquée par l'abandon de la politique de neutralité et la signature d'accords de coopération militaire avec les Pays-Bas, la France, du Traité de Bruxelles le 17 mars 1948 et du Traité de Washington (ou Traité de l'Atlantique nord) le 4 avril 1949 consacrant l'intégration de la Belgique dans les premières structures de défense européenne et atlantique. La chute du gouvernement Spaak IV en 1949 entraîne son retour à l'armée. Devenu général-major, il n'y reste que peu de temps et quitte le service actif le 1er janvier 1950.

## Distinctions
- Grand officier de l'ordre de la Couronne en septembre 1949 (Belgique).

- Grand-croix de l'ordre de la Couronne de chêne en 1948 (Luxembourg).
- Ordre de l'empire britannique en 1946 (Royaume-Uni).

## Sources
- Histoire de l'École Militaire 1834-1934, Bruxelles, 1935. p. 384-385, 64e Promotion Infanterie et Cavalerie.